# Сант'Анджело а Куполо
Сант'А̀нджело а Ку̀поло (на италиански: Sant'Angelo a Cupolo) е малко градче и община в Южна Италия, провинция Беневенто, регион Кампания. Разположено е на 459 m надморска височина. Населението на общината е 4314 души (към 2010 г.).